# Stacja Narciarska Szklana Góra Ski w Harbutowicach
Stacja Narciarska Szklana Góra Ski w Harbutowicach – ośrodek narciarski w Beskidzie Makowskim na północno-zachodnim zboczu Szklanej Góry (576 m n.p.m.) w Paśmie Babicy we wsi Harbutowice w gminie Sułkowice.

## Wyciąg i trasy
Stacja Narciarska Szklana Góra Ski dysponuje jednym wyciągiem krzesełkowym o długości 800 m i przewyższeniu 170 m. Po obu stronach wyciągu znajduje się trasa narciarska o niebieskim stopniu trudności. Jest oświetlona, naśnieżana i ratrakowana.

## Ośrodek i pozostała infrastruktura
Przy dolnej stacji wyciągu znajdują się:
- wypożyczalnia i serwis narciarski
- punkt gastronomiczny
- szkółka narciarska dla dzieci.

Ośrodek jest jednym z dwóch najbliżej położonych ośrodków narciarskich względem Krakowa (ok. 35 km od centrum miasta, drugim jest Stacja Narciarska Zarabie Sport w Myślenicach).

## Operator
Operatorem ośrodka jest spółka Szklana Góra Sp. z o.o. (KRS 0000459346) zarejestrowana w KRS 24 kwietnia 2013 roku. Siedziba spółki mieści się w Skawinie przy ul. Energetyków 2. Udziałowcami spółki o kapitale 1,305 mln zł są Wiesław Bogdan Waś (50%) oraz Wiesław Małysa (50%). Obaj stanowią również zarząd spółki, którego prezesem jest Wiesław Bogdan Waś.

## Historia
Inwestycję rozpoczęto w 2010 roku. Ośrodek oddano do użytku w styczniu 2014. Na sezon 2014/15 planowana jest budowa snowparku oraz wyciągu dla najmłodszych, a na sezon letni trasy rowerowe.